# Musée d'Art byzantin Antivouniotissa
 (avril 2020).
Si vous disposez d'ouvrages ou d'articles de référence ou si vous connaissez des sites web de qualité traitant du thème abordé ici, merci de compléter l'article en donnant les références utiles à sa vérifiabilité et en les liant à la section « Notes et références ».

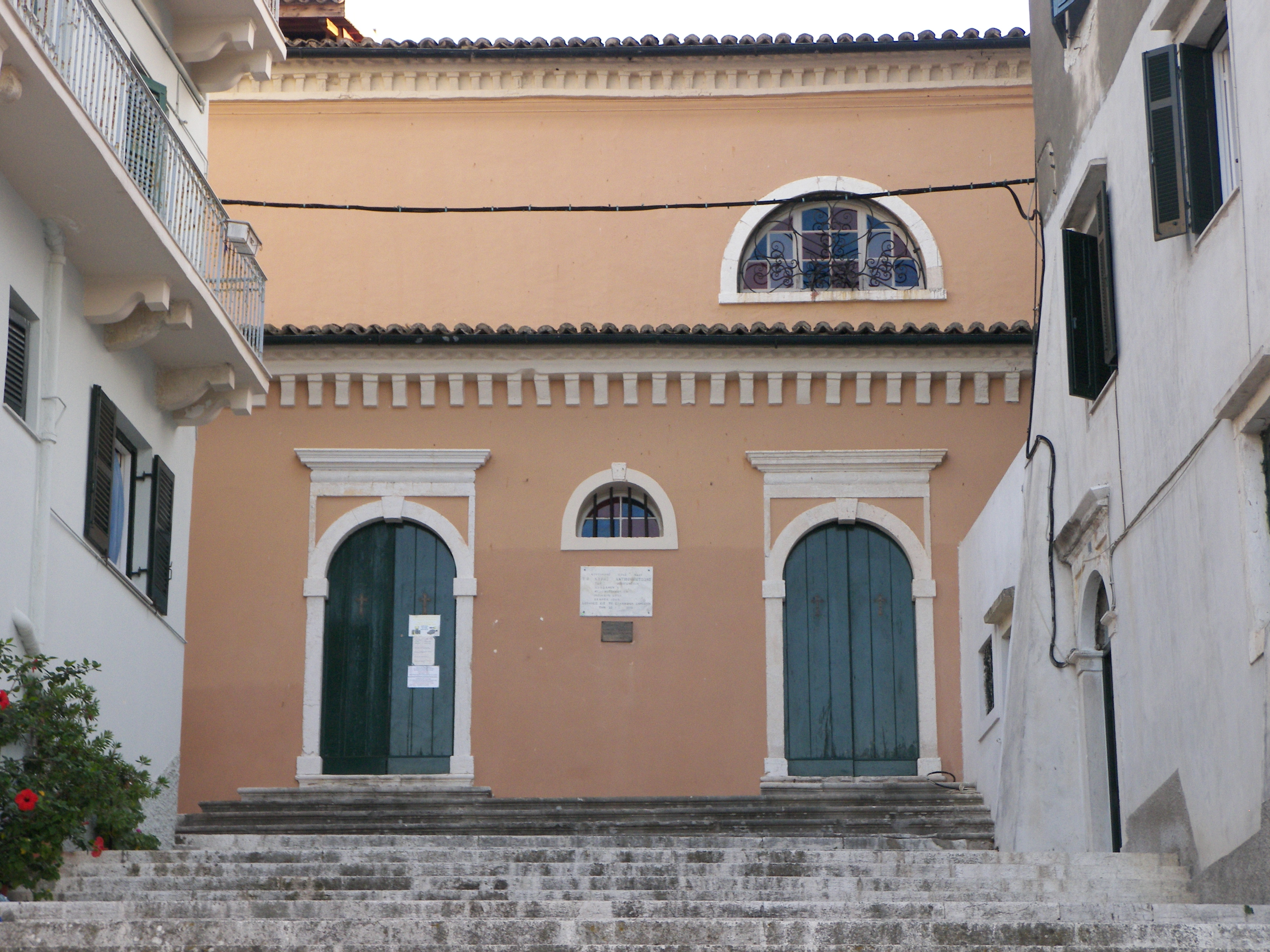
Musée Antivouniotissas à Corfou.

Le musée d'art byzantin Antivouniotissa est un musée d'art religieux à Corfou, en Grèce, situé dans une ancienne église du XVe siècle dans la vieille ville de Corfou.

## L'église

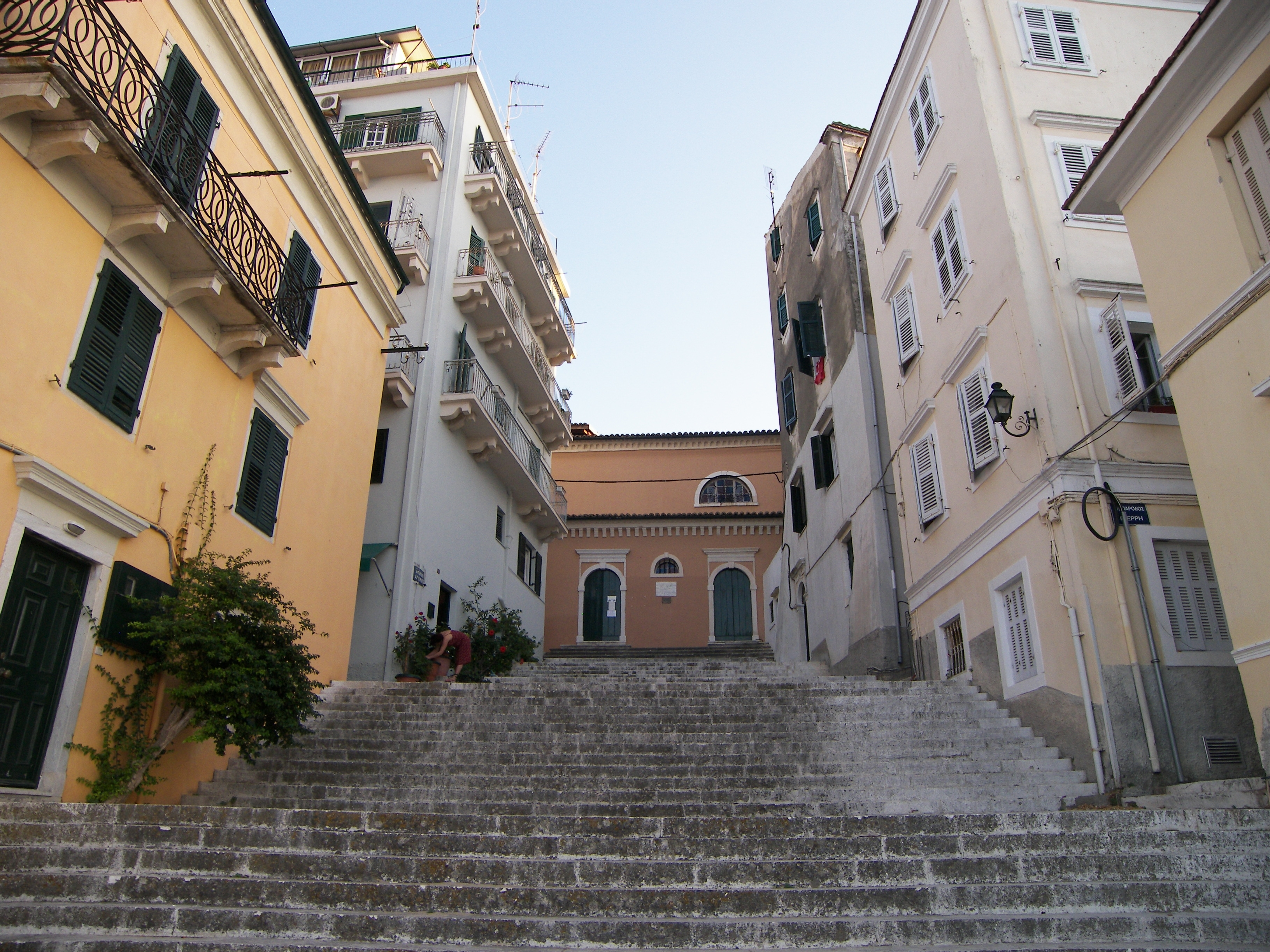
L'église-musée Antivouniotissas

L'église dédiée à la Sainte Mère de Dieu Antivouniotissa (en grec: « devant la montagne »), l'un des bâtiments les plus anciens et les plus riches de Corfou sur le plan de l'art religieux, a probablement été construite à la fin du XVe siècle. Depuis 1984, une riche collection d'objets et d'icônes est exposée dans l'église de l'Antivouniotissa.
L'architecture de l'église est caractéristique des églises corfiotes de la période: exonarthex enveloppant l'église sur trois de ses quatre côtés. Le seul élément décoratif extérieur est une corniche dentelée. Le clocher avec 3 ouvertures au sommet, se dresse dans la cour ouverte à l'est du bâtiment.
L'intérieur de la nef conserve un certain nombre de caractéristiques des basiliques des îles Ioniennes, comme les bancs élevés, la peinture murale, et le plafond décoré (Ourania) divisé en caissons élégamment sculptés en bois doré. L'iconostase en pierre est une structure plus tardive. Les dalles de la nef et les exonarthex sont également en pierre. La majorité sont des pierres tombales avec des noms en relief ou gravés et les armoiries des seigneurs, religieux influents, et personnalités corfiotes éminentes, qui ont été enterrés ici, liant étroitement l'Antivouniotissa avec l'histoire de l'île.
En 1979, les descendants des fondateurs de l'église ont décidé d'en faire un musée, sur la base d'un important don d'objets religieux et d'icônes. En 1984, après un travail de restauration nécessaire et urgent, Melina Mercouri, alors ministre de la Culture, a inauguré le musée, avec sa riche collection d'icônes portables. En juin 1994, après une seconde phase de restauration de l'église, l'Antivouniotissa a retrouvé sa majesté et sa grandeur ancienne.

## Le musée

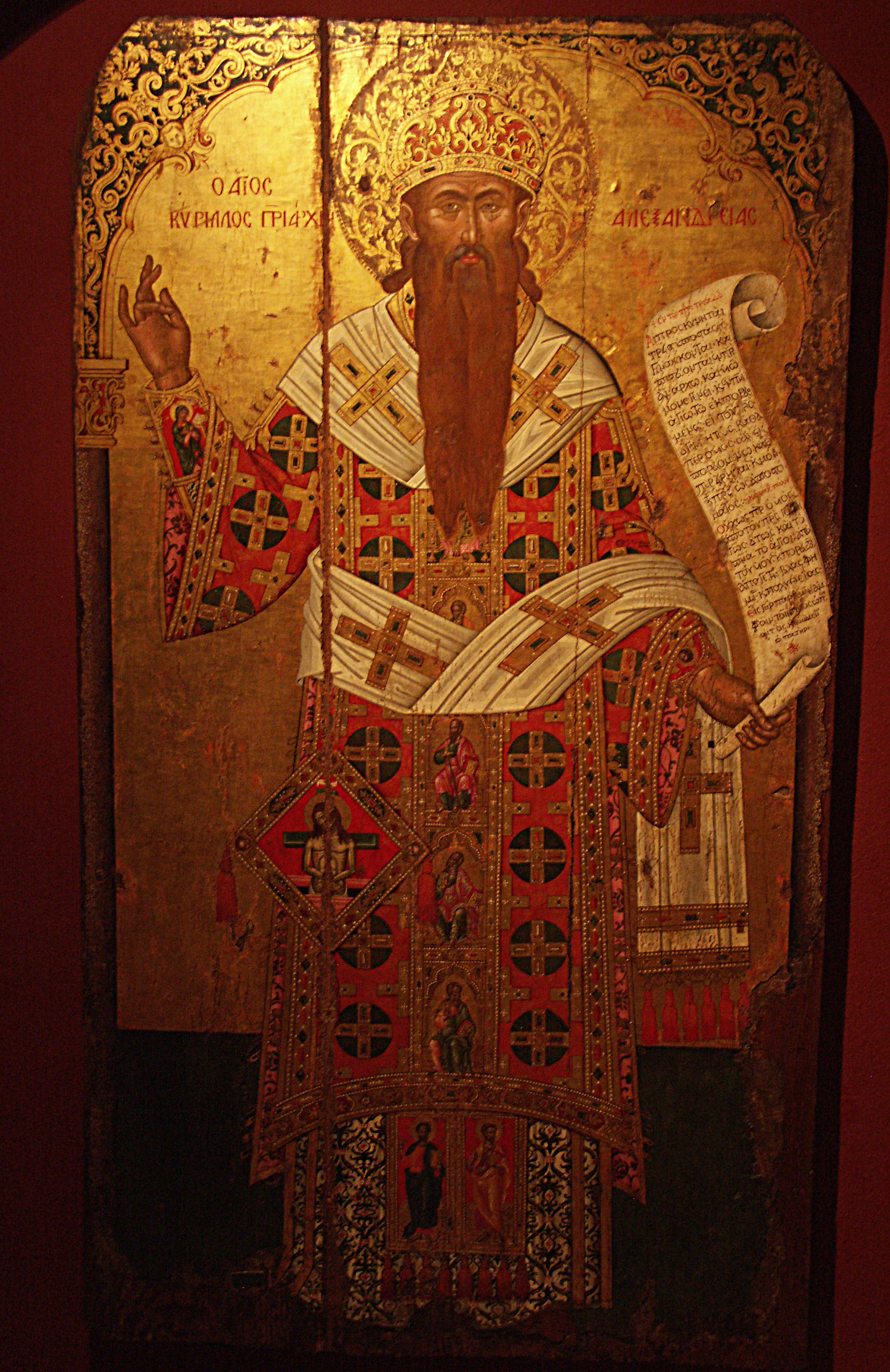
Saint Cyrille d'Alexandrie par Emmanuel Tzanes

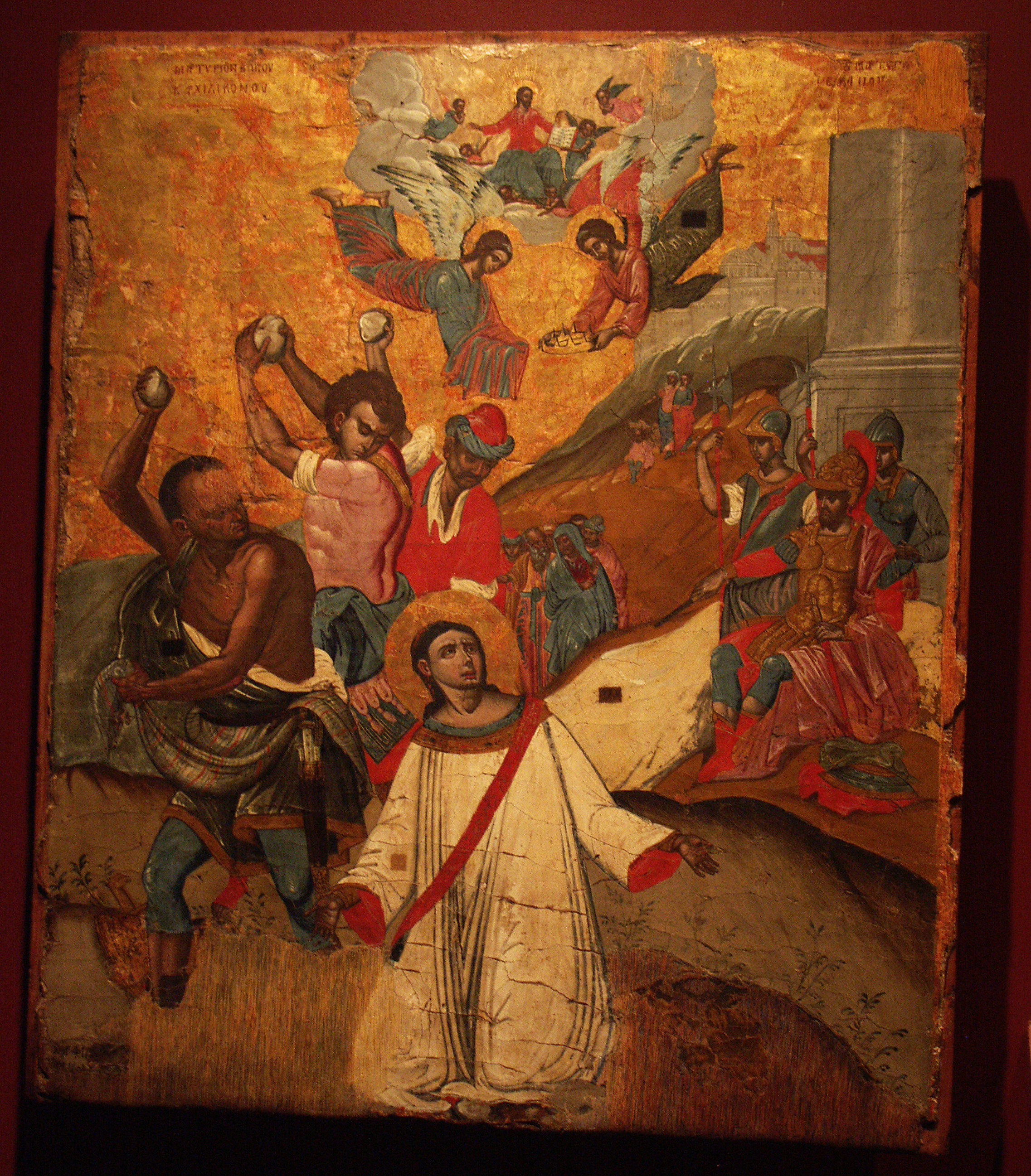
La lapidation de saint Étienne par Filotheos Skoufos

Les travaux de restauration et la mise en scène des œuvres du musée Antivouniotissa ont été conduits avec la volonté principale de recréer l'atmosphère d'une église. Sur la base de photographies d'archives, la nef et le naos ont retrouvé leur caractère liturgique. Tous les objets liturgiques ont été remis dans leurs positions correctes, les bancs et fresques ont été restaurés ou reconstruits. Le narthex est devenu le principal espace d'exposition, dans lequel sont exposées les icônes de l'église, et la plus grande partie de l'ancienne collection d'icônes du musée d'Art asiatique de Corfou (en), en tenant compte des caractéristiques chronologiques, iconographiques et stylistiques des objets.
La collection comprend certains articles importants, d'artistes connus ou anonymes, datant du XVe au XIXe siècle ; elle présente un panorama exhaustif de la production religieuse et artistique durant cette période à Corfou, ainsi que de l'évolution du mouvement artistique en général. Les îles Ioniennes vénitiennes et Corfou sont à cette époque une destination et un lieu de résidence pour les artistes de l'École crétoise, détenteurs des traditions de l'Art byzantin, qui quittent la Crète à la suite de sa capture par les Ottomans en 1669, et viennent à Corfou où ils forment l'École de l'Heptanèse.
Ce mouvement des artistes et des tendances artistiques combinées avec la forte influence de la doctrine orthodoxe, des survivances byzantines et du contact direct avec l'Occident, conduit à la création au cours des siècles d'une esthétique de grande qualité artistique. Le musée Antivouniotissa, à travers les œuvres d'artistes tels Nikolaos Tzafouris (en), Michel Damaskinos, Emmanuel Lombardos (de), Emmanuel Tzanes, Victor et Michael Avramis, et d'autres, est entièrement représentatif de cinq siècles d'expression artistique religieuse.

## Source
- (en) Cet article est partiellement ou en totalité issu de l’article de Wikipédia en anglais intitulé « Byzantine Museum of Antivouniotissa » (voir la liste des auteurs).